# Hohenfluhalpkopf
Hohenfluhalpkopf är en bergstopp i Österrike.   Den ligger i förbundslandet Vorarlberg, i den västra delen av landet, 500 km väster om huvudstaden Wien. Toppen på Hohenfluhalpkopf är 1 636 meter över havet, eller 79 meter över den omgivande terrängen. Bredden vid basen är 0,53 km.
Terrängen runt Hohenfluhalpkopf är huvudsakligen lite bergig. Runt Hohenfluhalpkopf är det ganska tätbefolkat, med 144 invånare per kvadratkilometer.. Närmaste större samhälle är Andelsbuch, 14,5 km sydväst om Hohenfluhalpkopf. 
I omgivningarna runt Hohenfluhalpkopf växer i huvudsak blandskog.